# Diệc mặt trắng
Egretta novaehollandiae là một loài chim trong họ Diệc.
Đây là một loài chim phổ biến nhất ở Úc, bao gồm cả New Guinea, các đảo thuộc eo biển Torres, Indonesia, các đảo ở New Zealand, các đảo ở Subantarctic, và mọi nơi, nhưng trừ các khu vực khô hạn nhất ở Australia.

## Hình ảnh

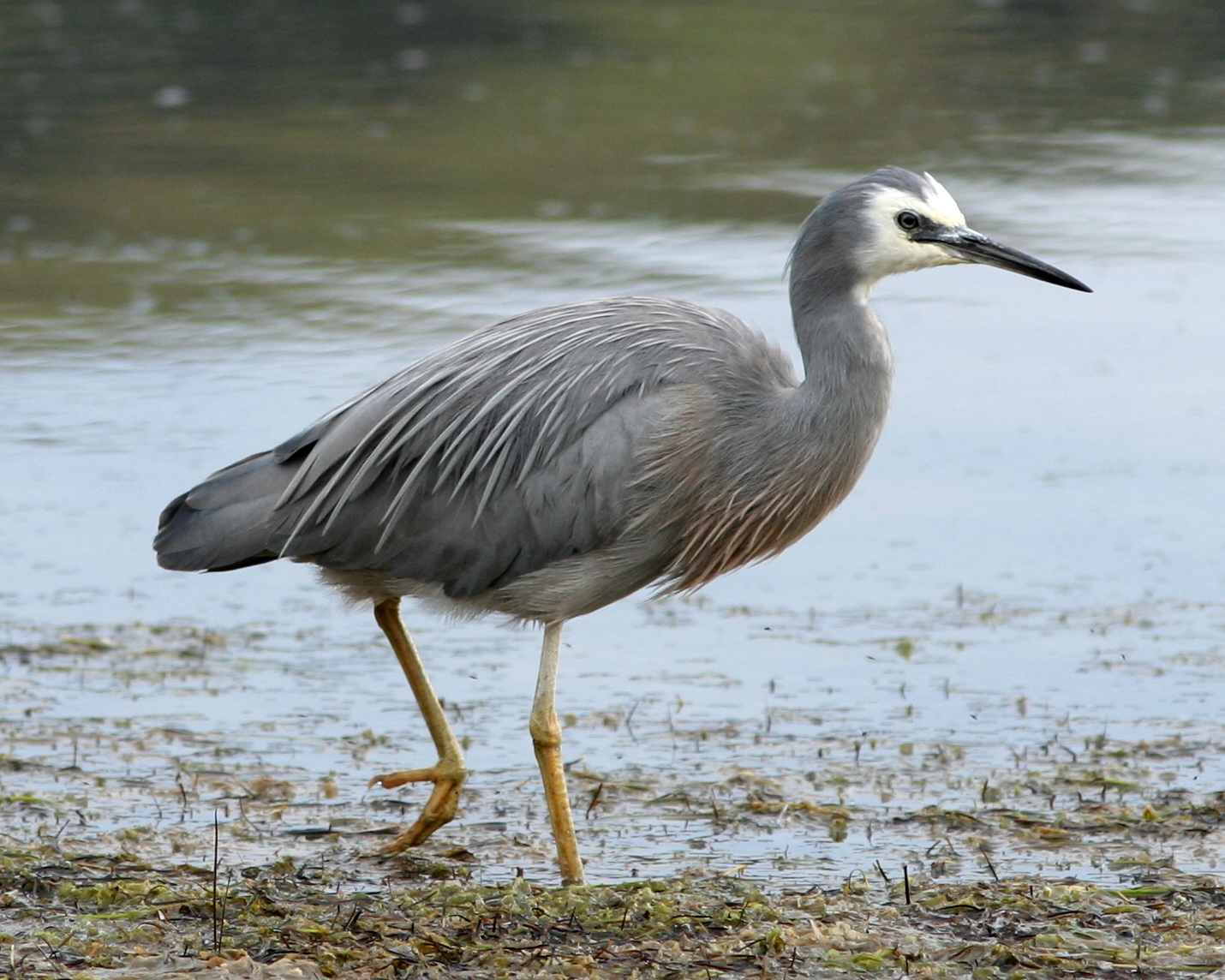
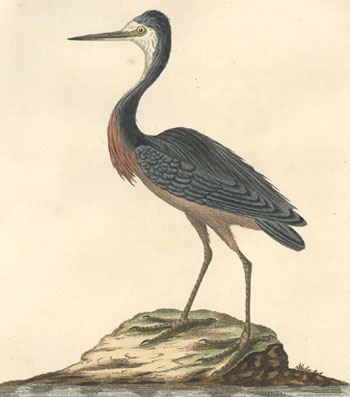
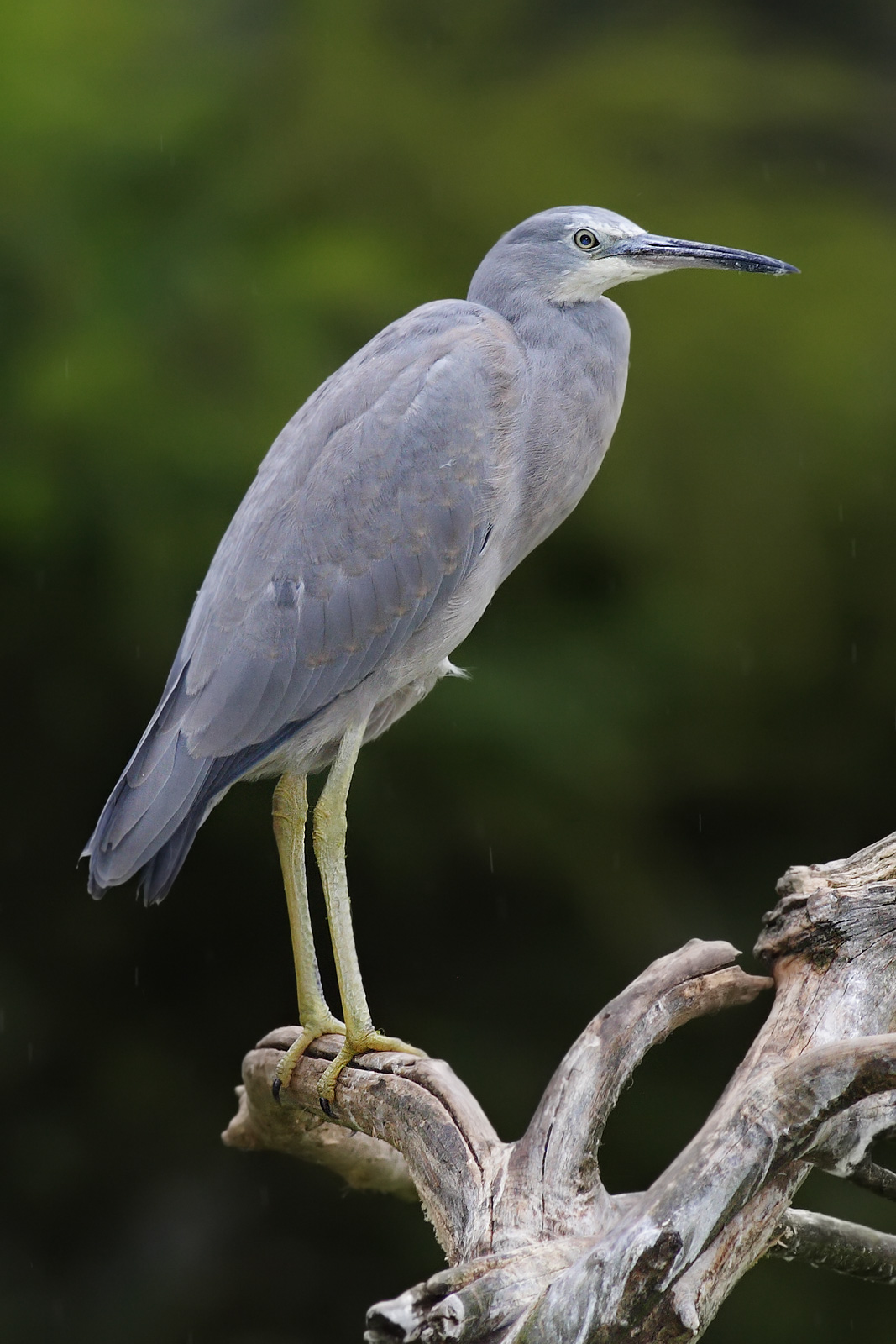
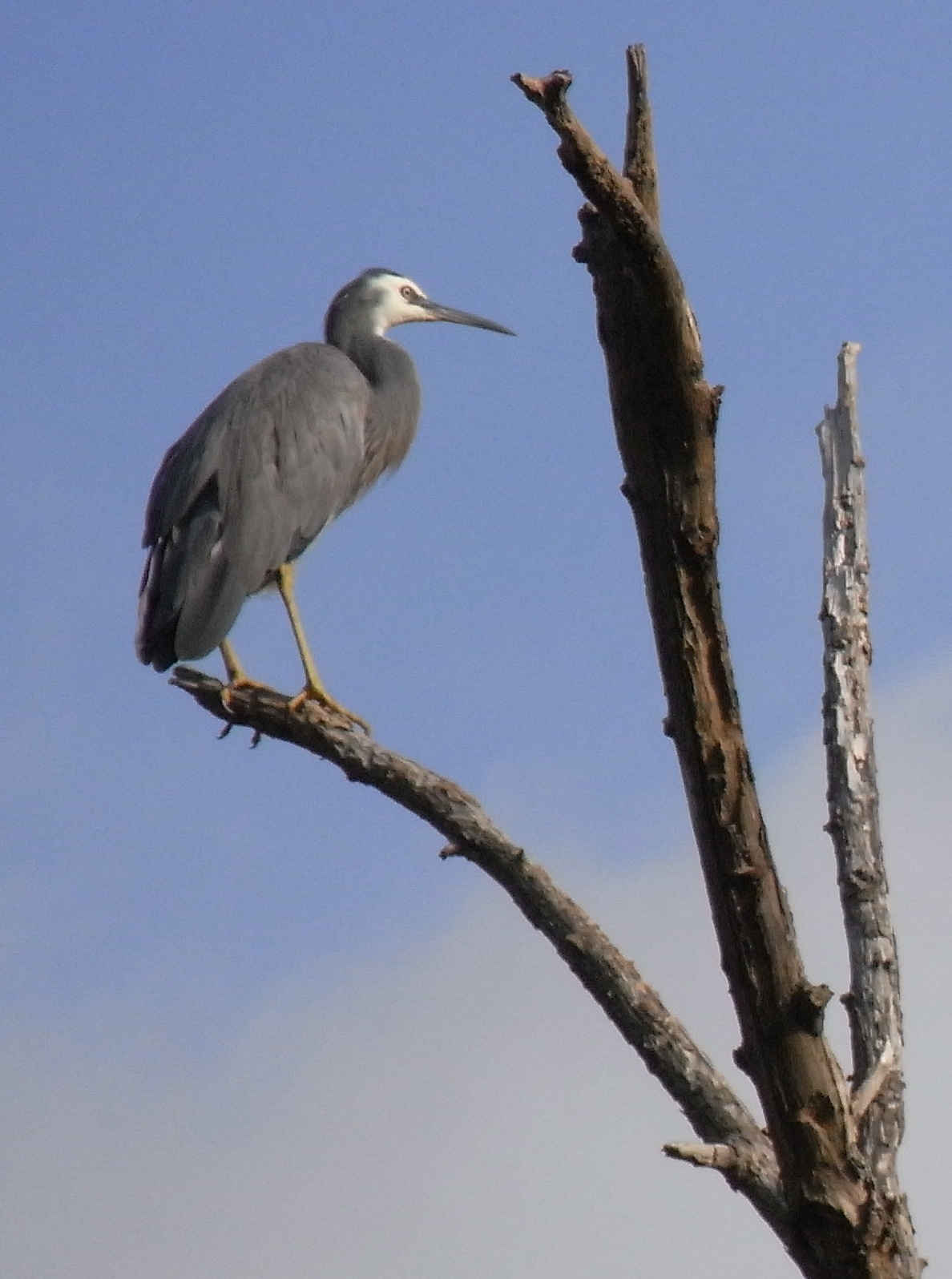